# Colegio San José de los Infantes
El Colegio San José de los Infantes es la institución educativa de orientación católica más antigua de Guatemala. Fue fundado el 10 de junio de 1781 por el entonces arzobispo de la Capitanía General de Guatemala, Cayetano Francos y Monroy, y originalmente fue parte de la renovación educativa impulsada por el arzobispo para los estudiantes de primaria en la Nueva Guatemala de la Asunción. Francos y Monroy creó el Colegio de Infantes específicamente para atender el Coro de la Catedral Metropolitana. Su existencia se vio afectada por la Independencia de Centroamérica, la guerra civil centroamericana y la Reforma Liberal, sucesos que cerraron temporalmente sus puertas. El último cierre que tuvo fue en 1887, cuando el entonces Presidente de Guatemala, general Manuel Lisandro Barillas Bercián expulsó al arzobispo de Guatemala Ricardo Casanova y Estrada, aunque continuó bajo la dirección del Dr. Alberto Rubio y Piloña a pesar del ambiente hostil de los regímenes liberales con la Iglesia Católica.
El arzobispo regresó en 1897 y el mismo año se incorporó al colegio el sacerdote Ignacio Prado.  Debido a la debilidad en que se encontraba la Iglesia Católica tras la reforma liberal, era difícil para el clero secular hacerse cargo del colegio, situación que se agravó con los terremoto de 1917-18 que destruyeron la Catedral y el colegio. Y, por si fuera poco,  a los problemas del colegio se sumó la crisis social y económica de Guatemala que lllevó al derrocamiento de Manuel Estrada Cabrera en 1920.
Ante esa situación,  el arzobispo solicitó que se permitiera el ingreso de la comunidad salesiana a Guatemala para que se hiciera cargo del Colegio, lo que logró en 1929. Los salesianos se hicieron cargo del colegio hasta 1932, año en que los Maristas lo tomaron; la comunidad marista estuvo a cargo del colegio hasta 1955, cuando se separaron y formaron el Liceo Guatemala mientras que el arzobispo Mariano Rossell y Arellano retomaba el control del colegio gracias a las reformas constitucionales que apoyaban la educación religiosa que se incluyeron en la Constitución de Guatemala de 1956.

## Reseña histórica

### Antecedentes
Durante la época colonial en Guatemala hubo colegios de mucho renombre que estuvieron a cargo de la Compañía de Jesús -entre ellos el Colegio de la Compañía y el Colegio San Borja- los cuales fueron clausurados cuando los jesuitas fueron expulsados de los territorios del Imperio Español en 1767 como parte de las reformas borbónicas del rey Carlos III.  Con la expulsión de los jesuitas, el único colegio católico que permaneció fue el Colegio y Seminario Tridentino de Nuestra Señora de la Asunción, que era anexo a la Real y Pontificia Universidad de San Carlos Borromeo desde su fundación en 1681.  
Cayetano Francos y Monroy llegó a Guatemala como arzobispo en sustitución de Pedro Cortés y Larraz en septiembre de 1779, con la misión de retomar el control del clero de la Capitanía General de Guatemala y sacar a Cortés y Larraz de la arquidióceses, a la que éste se había aferrado.  El nuevo arzobispo estaba muy involucrado con las corrientes liberales de los filósofos inglesis y de Jean-Jacques Rousseau que proporcionaron nuevos lineamientos en la pedagogía y la formación intelectual de las nuevas generaciones; por esa razón, inició en la Nueva Guatemala de la Asunción una reforma educativa, pues a su llegada solamente estaba la escuela de Belén, la que era incapaz de atender a todos los escolares, pues la población ascendía a veinte mil habitantes.  Las escuelas no funcionaban porque los jesuitas habían sido expulsados en 1767 y el resto de entidades civiles y religiosas estaban trabajando arduamente en construir sus nuevos edificios tras el traslado desde la ciudad de Santiago de los Caballeros de Guatemala en 1776.

### Fundación

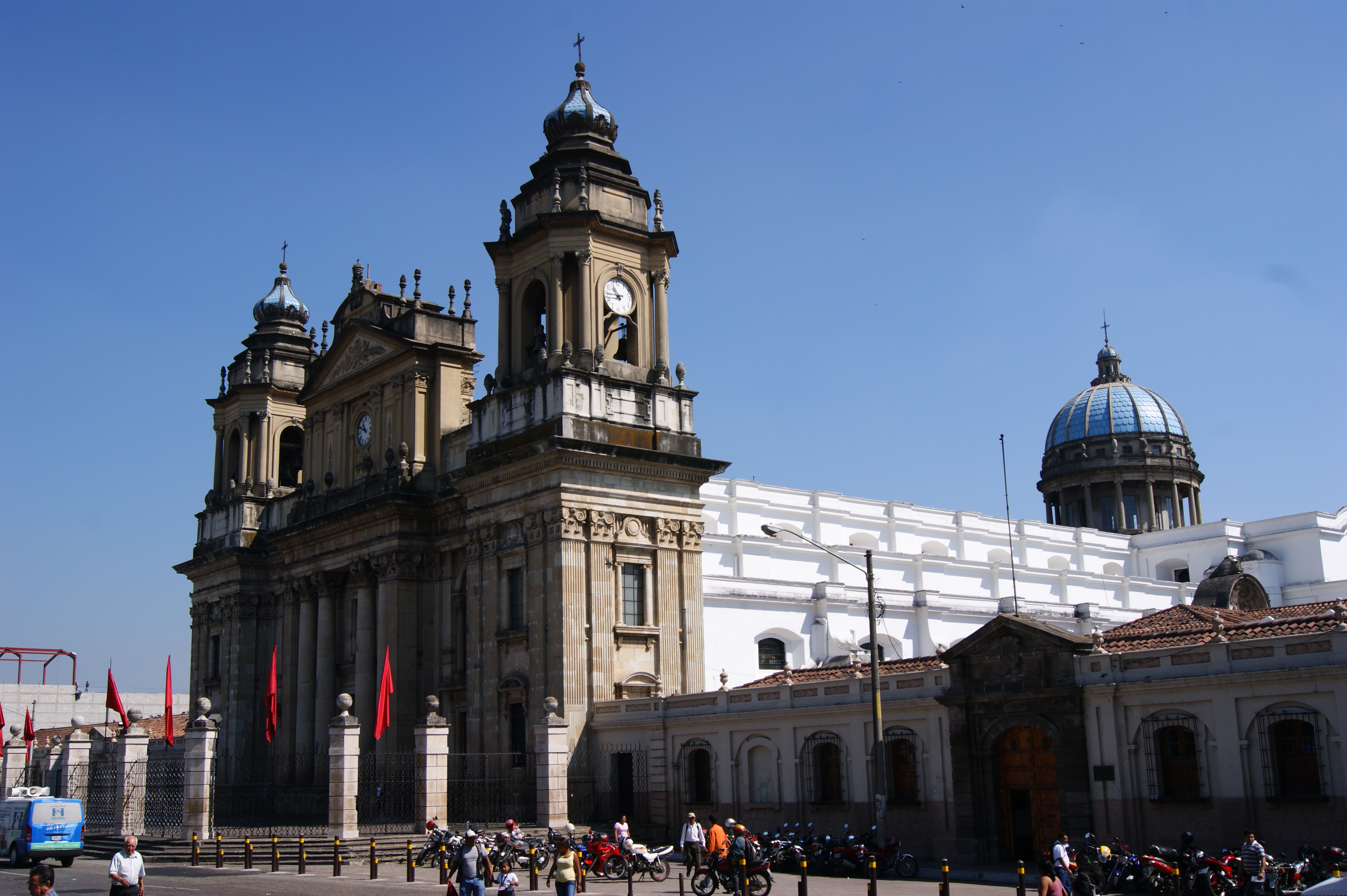
Vista de la Catedral Metropolitana y, a su derecha, las instalaciones originales del Colegio San José de los Infantes. Aquí se originó el Liceo Guatemala, cuando los maristas dirigieron el Colegio de Infantes de 1931 a 1954.

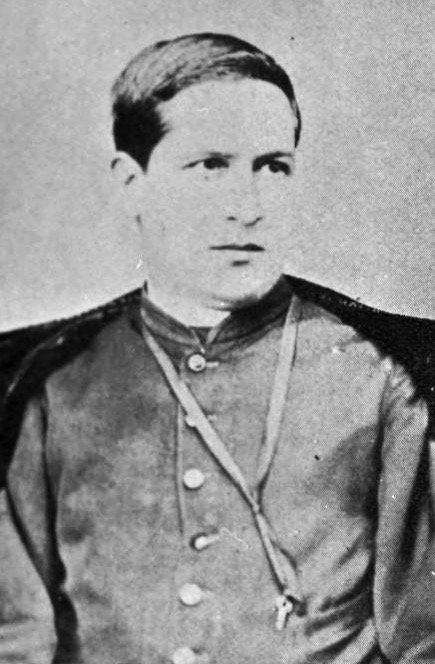
Sacerdote Ignacio Prado. Vicario general de la Arquidiócesis de Guatemala; reinició las actividades del colegio San José de los Infantes y fundó un nuevo seminario en 1897, luego de que se le permitió regresar a Guatemala junto con el arzobispo Ricardo Casanova y Estrada.

Francos y Monroy fundó dos escuelas de primeras letras —la de San José de Calasanz y la de San Casiano—, fundó el colegio «Señor San José de los Infantes» y contribuyó económicamente para finalizar la construcción del Colegio Tridentino, y otros establecimientos. La nueva orientación pedagógica de Francos y Monroy tenías tres objetivos: ciencias, costumbres y religión. De esta forma, se dio conocimiento a los niños adecuado a su edad y se les proporcionaron principios que poco a poco fueron desarrollando ciudadanos con mentalidad distinta a la acostumbrada y quienes en años posteriores serían protagonistas de los movimientos independentistas. Los objetivos de Francos y Monroy para el colegio de Infantes fueron dos, específicamente: la educación católica de la niñez guatemalteca, y el servicio al Coro de la Catedral Metropolitana.
Tras la Independencia de Centroamérica y la guerra civil centroamericana que le siguió, el resto de las órdenes regulares de la Iglesia Católica fue expulsado en 1829 por el general liberal Francisco Morazán tras su victoria sobre el estado conservador de Guatemala dirigido por Mariano de Aycinena y Piñol, miembro del Clan Aycinena y líder conservador con fuertes lazos familiares y económicas con la Iglesia. Los liberales también expulsaron al arzobispo Ramón Casaus y Torres aunque permitieron que se quedaran los curas del clero secular a los que éste dirigía, aunque sin el beneficio del diezmo obligatorio. Así, solamente quedaron funcionando el Colegio Tridentino y el Colegio San José de los Infantes, ambos a cargo del clero secular que quedó en manos del vicario de la Catedral Metropolitana Antonio de Larrazábal y Arrivillaga. Todos los miembros del Clan Aycinena, entre los que había líderes conservadores y eclesiásticos, también fueron expulsados del territorio centroamericano.
En 1840 fueron derrotados los liberales y el general Rafael Carrera, apoyado por los indígenas guatemaltecos y los miembros del Clan Aycinena -quienes apenas estaban empezando a recuperar su antiguo poder político y económico-, llegó al poder en el país. Para 1844, aconsejado por Juan José de Aycinena y Piñol, permitió que regresaran los jesuitas junto con una colonia belga que se estableció en Santo Tomás de Castilla; pocos años después les concedió a los jesuitas el control de Colegio Tridentino, que pasó a llamarse Colegio de Jesuitas. En 1852, con el concordato celebrado con la Santa Sede, el gobierno de Carrera otorgó la educación guatemalteca al cuidado de la Iglesia Católica y el nivel académico del colegio de Infantes y del Colegio Tridentino, así como de nuevos colegios que abrieron las órdenes regulares que retornaron al país, mejoró considerablemente.  Ahora bien, la academia guatemalteca siguió los patrones eclesiásticos que se habían implementado durante los últimos años de la colonia española, quedando rezagada de los avances que los positivitas liberales enseñaban en el resto de Centroamérica.
A los estudiantes del colegio de Infantes se les conocía como «colegiales seis», ya que vestían de rojo y porque inicialmente solamente seis de ellos cantaban en las festividades religiosas del coro de la Catedral Metropolitana; posteriormente ya fueron más los que cantaban, pero el nombre perduró.

### Cierres temporales

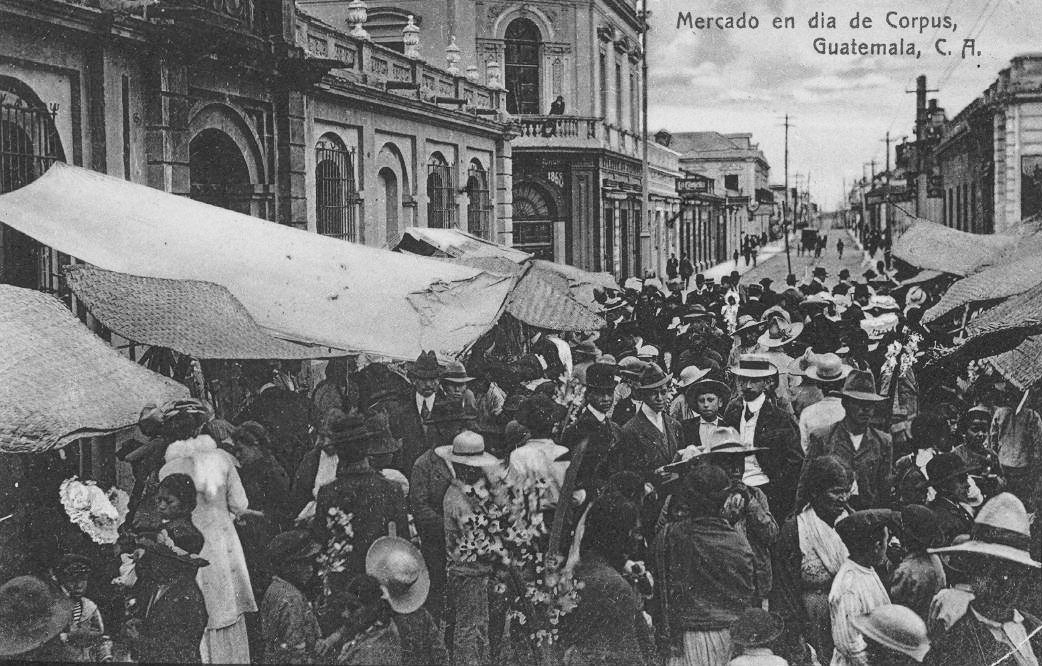
Fiesta de Corpus frente al Colegio de Infantes en la década de 1900. Fotografía de Alberto G. Valdeavellano.

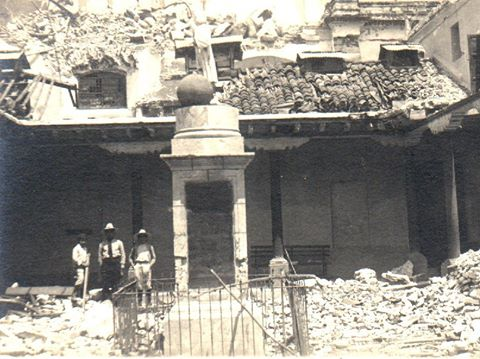
Escombros del patio del Colegio de Infantes luego de los terremotos de 1917-18.

Tras la Reforma Liberal en 1871, nuevamente fueron expulsadas las órdenes regulares y se eliminó el diezmo obligatorio, lo que dejó a la Iglesia Católica en una posición precaria una vez más. Además, los bienes de las órdenes fueron confiscados y convertidos en instituciones públicas. Así, el Colegio Tridentino fue clausurado en 1875 y convertido en el Instituto Nacional Central para Varones durante el gobierno liberal del general Justo Rufino Barrios, como parte de su iniciativa de mermar el poder político y económico de la Iglesia Católica, que era entonces uno de los principales terratenientes en Guatemala y principal opositor a la expropiación de las «tierras de indios» para formar latifundios para los liberales.  El concordato de 1852 fue derogado y, aunque se quiso establecer un nuevo Concordato con poderes disminuidos para la Iglesia Católica en 1884, la educacióm laica fue declarada la oficial en el país. La educación religiosa quedó así relegada y únicamente se enseñaba por los párrocos que quedaban y en el Colegio de Infantes. Pero a finales de la década de 1880 la situación del colegio se agravó cuando el presidente Manuel Lisandro Barillas Bercián expulsó al arzobispo Ricardo Casanova y Estrada y clausuró temporalmente las actividades del Infantes.  Este reabrió, no obstante, y continuó su actividad bajo la dirección del rector Dr. Alberto Rubio y Piloña.
El 8 de mayo de 1872 estalló la guerra contra Honduras, y el capitán general Miguel García Granados, presidente provisional de la República, fue en persona a encargarse de las tropas guatemaltecas; todos los guatemaltecos comprendidos entre los 18 y los 50 años de edad tenía la obigación de enlistarse. Únicamente fueron exonerados los empleados municipales, los bequistas del Colegio San José de los Infantes y los alumnos del Colegio de San Vicente de Paul, y las personas con intención de radicarse en los puertos de San José, Champerico y Livingston, regiones que los liberales querían poblar por su importancia estratégica en la exportación del café.
Durante la gestión de Alberto Rubio y Piloña —1874-1896— se trabajó en mejorar las instalaciones del colegio, dada su expansión y para 1885 ya contaba con la comodidad, aseo e higiene necesarios para funcionar adecuadamente, aunque sin lujo alguno. En ese tiempo se impartían clases a alumnos comprendidos entre los cinco y los veintidós años de edad; se enseñaba desde las primeras letras hasta cursos de bachillerato.  Para 1896 ya había cincuenta y dos estudiantes internos, dieciocho medio internos y cincuenta y cinco externos.  En total, se impartían sesenta y dos clases, repartidas de la siguiente forma:
| Área                 | Listado de cursos |
| -------------------- | --- |
| Formación religiosa  | - Religión (tres cursos) - Filosofía (dos cursos) - Retórica y poética - Historia Antigua y de la Edad Media Cursos cancelados en 1890: - Historia de la Iglesia - Latín - Liturgia - Teología dogmática - Teología moral                                          |
| Formación general    | - Álgebra - Aritmética (siete clases) - Dibujo (dos clases) - Escritura (dos clases) - Fisiología e higiene - Francés (tres clases) - Geografía e historia de Centroamérica - Historia moderna - Historia natural - Inglés (cinco clases) - Lectura (cinco clases) |
| Formación científica | - Botánica - Cosmografía y geografía física - Geografía (cinco clases) - Geometría y trigonometría - Mecánica y física - Zoología |
| Formación musical    | - Canto figurado - Canto llano - Declamación - Piano |

En 1897, el gobierno del general José María Reina Barrios decretó una amnistía para los religiosos con motivo de la celebración de la Exposición Centroamericana y eso permitió que retornara el arzobispo Casanova y Estrada y que se reiniciaran las actividades católicas organizadas en el país. La fe de los guatemaltecos no había decrecido, como lo demostró el masivo recibimiento del arzobispo, quien de inmediato reinició sus actividades eclesiásticas. Los estudiantes del colegio de Infantes, que continuaban a cargo del Coro de la Catedral Metropolitana, participaron en las celebraciones que se realizaron por este motivo y el sacertode Ignacio Prado, vicario general de la arquidiócesis, se integró a las actividades del Colegio San José de los Infantes y fundó un nuevo Seminario Tridentino en ese mismo año.
Ese mismo año el colegio presentó sus veintiún memorias anuales de labores publicadas hasta entonces en su pabellón de la Exposición Centroamericana.

### Los Maristas en el Colegio de Infantes
Tras el derrocamiento del licenciado Manuel Estrada Cabrera en 1920 luego de veintidós años de gobierno, la situación política del país se vio afectada por golpes de estado y muertes repentinas de los presidentes de turno. En 1926, cuando gobernaba el general Lázaro Chacón, se iniciaron esfuerzos para reformar la educación en Guatemala y se otorgaron becas para los mejores estudiantes de la Escuela Normal para Varones a modo de preparar a los docentes guatemaltecos con especialidades en el extranjero. Entre los beneficiados con estas becas estuvieron Luis Martínez Mont y Juan José Arévalo Bermejo quienes regresarían a Guatemala a hacerse cargo de la educación secundaria y del gobierno, respectivamente.  También hubo apertura para las órdenes regulares y se permitió el ingreso de algunas; así, en 1929 llegaron los salesianos a Guatemala, quienes se hicieron cargo del Colegio de Infantes por un tiempo, pero prefirieron atender obras propias como «La Santa Faz» -que luego se convertiría en el «Colegio Salesiano Don Bosco»- y la «Divina Providencia».   Tras el derrocamiento del licenciado Manuel Estrada Cabrera en 1920 luego de veintidós años de gobierno, la situación política del país se vio afectada por golpes de estado y muertes repentinas de los presidentes de turno. En 1926, cuando gobernaba el general Lázaro Chacón, se iniciaron esfuerzos para reformar la educación en Guatemala y se otorgaron becas para los mejores estudiantes de la Escuela Normal para Varones a modo de preparar a los docentes guatemaltecos con especialidades en el extranjero. Entre los beneficiados con estas becas estuvieron Luis Martínez Mont y Juan José Arévalo Bermejo quienes regresarían a Guatemala a hacerse cargo de la educación secundaria y del gobierno, respectivamente.  También hubo apertura para las órdenes regulares y se permitió el ingreso de algunas; así, en 1929 llegaron los salesianos a Guatemala, quienes se hicieron cargo del Colegio de Infantes por un tiempo, pero prefirieron atender obras propias como «La Santa Faz» -que luego se convertiría en el «Colegio Salesiano Don Bosco»- y la «Divina Providencia».  
Tras el derrame cerebral del general Chacón en diciembre de 1930 y los sucesivos golpes de estado que se produjeron en las semanas siguientes, el general Jorge Ubico Castañeda fue elegido presidente de Guatemala y tomó posesión en marzo de 1931. El arzobispo Luis Durou y Sure gestionó ante el gobierno del general Ubico la llegada de los hermanos Maristas, quienes se constituyeron en congregación en Guatemala en diciembre de 1931 y se hicieron cargo de la administración del Colegio de Infantes. Los Maristas lograron ampliar la cobertura e imprimieron una nueva orientación al colegio, situación que llamó la atención de ciertos sectores ligados con la Curia Metropolitana, quienes resintieron el curso que tomaron los acontecimientos, sobre todo, a partir de la adquisición de un nuevo terreno para la ampliación del colegio. En la década de 1950, el arzobispo Mariano Rossell y Arellano, quien pareció resentir la ruptura de la tradición eclesiástica oficial que los Maristas imprimieron al Colegio de Infantes, a pesar de que los Maristas lograron mantener el nivel educativo de 1932 a 1952 e incrementaron la matrícula de alumnos de ciento cincuenta en 1932 a más de setecientos estudiantes en 1952.

### El arzobispado retoma el Colegio
Rossell y Arellano notificó a los Hermanos Maristas que en 1952 sería el último año en que las instalaciones de la zona cinco llevarían el nombre de Colegio de Infantes y a partir de 1955 esa nueva sección se independizó y se llamó «Liceo Guatemala», a pesar de que el nombre ya estaba en uso por el colegio salesiano en la ciudad de Quetzaltenango. Tras el derrocamiento del coronel Jacobo Arbenz Guzmán en 1954 por el Movimiento de Liberación Nacional -que fue apoyado por el arzobispo Rossell Arellano por considerar a los gobiernos de Arévalo y Arbenz como comunistas y ateos- la Iglesia Católica recuperó parte del poder que había tenido durante el gobierno conservador de Rafael Carrera en el siglo xix; así pues, la educación religiosa privada tuvo un auge a partir de 1955, con la fundación de varios colegios elitistas para varones los cuales absorbieron a los estudiantes de élite que anteriormente hubieran atendido clases en el Instituto Nacional Central para Varones o en la Escuela Normal para Varones.
El arzobispo Rossell y Arellano, gracias al apoyó que dio al movimiento liberacionista, consiguió que el gobierno del coronel Castillo Armas incorporara en la Constitución de 1956 lo siguiente:
- la capacidad jurídica de la Iglesia Católica -y las de todos los otros cultos- para adquirir, poseer y disponer de propiedades, siempre y cuando se destinen para fines religiosos, de asistencia social o a la educación.[24]
- que se declarara optativa la educación religiosa en locales oficiales: en el artículo 97 de la Constitución se indica que la ley regularía lo relativo a la enseñanza religiosa en locales oficiales y que el Estado no la impartiría pero la declaraba optativa. También garantiza la libertad de enseñanza en todos los otros establecimientos.[25]
- que el Estado contribuyera al sostenimiento de la educación religiosa: en el artículo 111 se indica que las instituciones privadas que impartan educación gratuita serán exoneradas de determinados impuestos fiscales y municipales en compensación por sus servicios.[26]

De esta forma, el arzobispado retomó la administración del Colegio de Infantes y la ha mantenido hasta el siglo xxi

### Egresados Notables
- Mariano Gálvez  Jefe de Estado de Guatemala
- Ricardo Bressani  Científico
- Rodolfo Quezada Toruño Cardenal de la Iglesia Católica, Arzobispo de la arquidiócesis de Santiago de Guatemala
- Rafael Arévalo Martínez Poeta, escritor, ensayista y dramaturgo